# Ermite eurynome
Phaethornis eurynome
Espèce
Statut de conservation UICN

 LC  : Préoccupation mineure
Statut CITES
L'Ermite eurynome (Phaethornis eurynome) est une espèce de colibris (famille des Trochilidae) présente en Amérique du Sud.

## Répartition
Cet oiseau est présent en Argentine, au Brésil et au Paraguay.

Carte de répartition de l'espèce en Amérique du Sud.

## Habitat
Ses habitats sont les forêts tropicales et subtropicales humides de basses et hautes altitudes.

## Sous-espèces
D'après Alan P. Peterson, cette espèce est constituée des deux sous-espèces suivantes :
- Phaethornis eurynome eurynome  (Lesson, 1832)
- Phaethornis eurynome paraguayensis  M. Bertoni & W. Bertoni, 1901